# Prowżały
Prowżały (biał. Праўжалы) – wieś w rejonie wołożyńskim, w obwodzie mińskim na Białorusi. W 2009 roku zamieszkana przez 48 osób.

## Historia
18 lutego 1944 we wsi Prowżały za usiłowanie stworzenia samoobrony i pomoc żołnierzom Armii Krajowej partyzantka sowiecka rozstrzelała czternastu mężczyzn. Była to egzekucja publiczna. Wieś doszczętnie ograbiono i spalono.